# Кедюлич, Иван Михайлович
Иван Михайлович Кедюлич (псевдонимы: «Довбня», «Чубчик») (род. 8 декабря 1912, Перечин — 1 августа 1945, около с. Лесники, Тернопольская область) — украинский националистический деятель, поручик Карпатской Сечи, деятель украинской полиции, командир тактических подразделений УПА 19 «Камінець» и 25 «Закарпаття».

## Биография
Родился 8 декабря 1912 в многодетной семье в г. Перечин (ныне Закарпатская область). Его сестра Мария была заместителем коменданта «Женской сечи», а брат Панас погиб при обороне Карпатской Украины от наступающих войск хортистской Венгрии.
Был членом Пласта, куреня им. О. Вахнянина при Торговой Академии в г. Мукачево. В 1934 сдал учительский экзамен и получил должность управляющего народной школы в селе Стужица, где женился на дочерии местного лесника Еве Вудмаской, активисткой украинской организации «Просвіта», игравшей в любительской драматической студии. В браке родились сыновья Богдан и Остап.
Позднее служил в звании подпоручика в 36-м полку чехословацкой армии. Вступил в ряды ОУН и стал членом её руководства на Закарпатье.

### Карпатская сечь и вооружённые группы ОУН
С 1938 г. по 17 марта 1939 г. — член Штаба Карпатской сечи. Комендант хустской сотни, занимался её обучением.
После оккупации Карпатской Украины венгерскими войсками эмигрировал в присоединённую нацистами Австрию, где летом 1939 г. обучался на военных курсах, которые организовал полковник Роман Сушко с целью создания украинских вооружённых сил. После прохождения подготовки служил в Воинских подразделениях националистов (uk:Військові Відділи Націоналістів), принимал участие в кампании против Польши в сентябре 1939 г.
Позднее работал учителем в селе Волосатое на Лемковщине (ныне в составе гмины Летовищи Бещадского повята в Польше), позднее был отозван в военную референтуру ОУН.

### В походной группе ОУН(м)
После нападения Германии на СССР вошёл в одну из походных групп ОУН (фракции мельниковцев) под руководством Олега Ольжича, которая сформировала украинскую полицию в Житомире. Позднее Иван Кедюлич перебрался в Киев, где поначалу принимал участие в формировании Киевского куреня, а позднее был назначен комендантом полиции Киевского округа.
После массовых казней в декабре 1941-январе 1942 гг. украинских националистов-мельниковцев, в частности, Олены Телиги и И. Рогача Кедюлич переехал в Проскуров, где был арестован гестапо, однако бежал и переехал во Львов.

### Командир УПА
Во Львове явился в военную референтуру ОУН, которую возглавлял генерал Н. Капустянский, и при его содействии наладил связь с боевыми сетями ОУН в Кременеччине и Полесье, с командиром УПА-Запад полковником Василием Сидором и командующим УПА Романом Шухевичем. Возглавил учебный отдел УПА, где занимался обучением курсантов.
С осени 1944 в распоряжении Главного Командира УПА. В январе 1945 назначен командиром 19-го Каменец-Подольского тактического подразделения, а в июле — 25-го ТП «Закарпатье», однако не успел вступить в должность.
Погиб 1 августа 1945 близ села Лесники Бережанского района Тернопольской области, случайно наткнувшись на преобладающую по численности группу НКВД.

## Посмертные почести
Одна из улиц города Перечина носит название «Братьев Кедюличей», в честь Ивана и его брата Панаса, погибшего от рук венгров в боях за Карпатскую Украину.